# Gertrude Healy
Gertrude Healy   (Ballarat, 18 de març de 1894 - Ballarat, 6 d'octubre de 1984) va ser una violinista australiana que va ensenyar a l'Albert Street Conservatorium of Music de Melbourne i es va convertir en directora de la seva orquestra de cambra. Era molt respectada pel seu virtuosisme com a violinista i per la seva voluntat d'introduir al públic obres contemporànies de compositors de la seva època. Més tard es va convertir en membre de les Sisters of Mercy, un orde religiós catòlic, i va ensenyar al Sacred Heart College de la seva ciutat natal de Ballarat, Victòria.

## Carrera musical
Healy va néixer a Ballarat East, Victòria, Austràlia, filla de Michael John i Mary Helena Healy. Va assistir a una escola secundària catòlica, el Sacred Heart College, a Ballarat. De joveneta, Healy va mostrar un gran talent com a violinista. Va començar a actuar als deu anys en concursos de la Royal South Street Society, guanyant diversos premis. Com a resultat de les seves exitoses actuacions, va guanyar una beca per a l'Albert Street Conservatorium of Music de Melbourne. El 1914, va viatjar a Europa, on va estudiar amb el violinista alemany Siegfried Eberhardt, a Berlín. La seva germana Kathleen va viatjar amb ella. L'estiu de 1914, Healy va viatjar a Anglaterra. La guerra va ser declarada al juliol, i Healy es va quedar a Anglaterra, on va estudiar amb Albert Sammons i va tocar concerts benèfics per a l'esforç de guerra.
Healy va tornar a Austràlia el 1920, i el 1923, va començar a ensenyar violí a l'Albert Street Conservatorium. El 1943, s'havia convertit en directora musical de l'orquestra de cambra de l'escola. Va continuar actuant com a violinista, actuant amb l’Orquestra Simfònica de Melbourne, l'Australian Musical News Chamber Music Club i altres organitzacions de música clàssica.

## Vida religiosa
El 1948, Healy va deixar el seu lloc a l'Albert Street Conservatorium i es va unir a l'orde religiós de les Germanes de la Misericòrdia. Va fer els seus vots finals el 1950. Va viure al convent de la Misericòrdia a la seva ciutat natal de Ballarat East, prenent el nom de Sor Caterina de Siena. Healy va ensenyar educació musical al Sacred Heart College, on també va supervisar l'orquestra. Va presentar noves obres de compositors contemporanis, inclòs el compositor anglès Benjamin Britten, i la seva influència va ser fonamental perquè la universitat es guanyés una reputació d'excel·lència en l'educació musical. Healy va morir l'any 1984, i està enterrada al cementiri de Ballarat.